# Trouble Busters
Trouble Busters è un film del 1933, diretto da Lewis D. Collins. 

## Trama
Dan Allen, il proprietario dello spaccio/ufficio postale, è malvisto dall'intero paese. Per questo Tex Blaine ed alcuni amici decidono di dargli una lezione: una notte si presentano, mascherati, presso la sua abitazione, per fargli paura, ma si imbattono inaspettatamente nella nipote di Dan, Mary Ann Perkins. Tex, affascinato, cerca di scusarsi alla bell'e meglio, chiedendole, per la prima di numerose volte, invano, di sposarlo.
Più avanti Dan e la nipote hanno un diverbio, al seguito del quale Mary Ann lascia il paese. Tex parte per rintracciarla, seguito, per motivi non chiari, dallo sceriffo e da un manipolo di uomini. Strada facendo Tex incontra Skinny e Windy, due pittoreschi avventurieri che, a loro stesso dire, si dilettano ad andare in cerca di guai. Essi fanno temporaneamente desistere lo sceriffo dall'inseguimento, poi uniscono la loro strada a quella di Tex.
I tre giungono a Placerville, e, mentre Tex viene assoldato da Big Bill Jarvis per impadronirsi di un lembo di terra conteso fra il suo ranch e quello dei vicini, Windy e Skinny prestano i loro servizi proprio ai proprietari dell'altro ranch, che, si scopre, non sono altri che Mary Ann e suo cugino Jim. Quando la cosa diviene nota, Tex si licenzia, per non contrastare Mary Ann (alla quale chiede, di nuovo, di sposarlo), e viene seguito da Windy e Skinny.
Nel frattempo un controllo al catasto evidenzia che il terreno conteso, sotto il quale pare si celi del petrolio, è alla mercé del primo che ne rivendichi il possesso. Ne nasce quindi una furibonda lotta a chi primo arrivi, coinvolgente anche diversi abitanti del paese. Tex fa in tempo ad erigere un cippo, sotto il quale pone una carta con la rivendicazione della proprietà, ma in quel mentre viene raggiunto dallo sceriffo, che lo stava inseguendo solo per consegnargli una lettera dalla quale risultava che Tex era il legittimo proprietario del terreno.
Si scopre che l'atto di proprietà stilato da Tex era a nome di Mary Ann, che, questa volta, accetta di sposarlo.